# Tales from Silver Lands
Tales from Silver Lands (trad. litt. : « Contes des terres d'argent ») est un livre écrit par Charles Finger et édité en 1924. Il est récompensé d'un prix littéraire en 1925.

## Présentation
Le livre est un recueil de dix-neuf contes des peuples indigènes d'Amérique centrale et d'Amérique du Sud. Les histoires ont été réunies par Finger durant ses voyages.
L'auteur racontait ces contes et légendes à ses enfants lors de soirées de famille. C'est un ami qui le poussera à les mettre par écrit pour les éditer. C'est l'un des premiers livres américains à proposer des contes sud-américains pour les enfants. L'auteur a aussi inclus des informations sur la façon dont les histoires ont été racontées, ainsi que certaines règles culturelles et tout élément utilisé pour raconter l'histoire. Les récits sont accompagnés d'illustrations dessinées par l'artiste américain Paul Honoré (1885-1956).
Tales from Silver Lands est récompensé de la Médaille Newbery l'année suivant sa sortie. Charles Finger est le premier lauréat à être nommé par le comité du prix. Le prix est encore jeune (créé en 1922), et le processus de sélection et la nomination sont encore en cours d'évolution. Les trois premiers lauréats avaient été nommés à la suite du vote d'un jury.
L'ouvrage sera suivi d'un nouveau recueil en 1927 : Tales Worth Telling.
Le livre est inédit dans les pays francophones.

## Récits
- A Tale of Three Tails (Un conte de trois queues)
- The Magic Dog (Le chien magique)
- The Calabash Man (L'homme calebasse)
- Na-Ha The Fighter (Na-Ha le combattant)
- The Humming-Bird and the Flower (Le colibri et la fleur)
- The Magic Ball (La balle magique)
- El Enano
- The Hero Twins (Les jumeaux héros)
- The Four Hundred (Les quatre cents)
- The Killing of Cabrakan (La mort de Cabrakan)
- The Tale of the Gentle Folk
- The Tale That Costa Dollar
- The Magic Knot (Le nœud magique)
- The Bad Wishers (Les mauvais vœux)
- The Hungry Old Witch (La vieille sorcière affamée)
- The Wonderful Mirror (Le merveilleux miroir)
- The Tale of the Lazy People (L'histoire des gens paresseux)
- Rairu and the Star Maiden
- The Cat and the Dream Man